# 陈连富
陈连富（1932年11月—2009年11月30日），贵州兴义人，中华人民共和国军事人物，中国人民解放军少将。1951年5月入伍。1953年12月加入中国共产党。1990年6月－1993年2月，任云南省军区政委。